# Olympische Sommerspiele 2016/Kanu – Einer-Kajak Slalom (Frauen)
Der Kanuslalomwettbewerb im Einer-Kajak der Frauen (Kurzbezeichnung: K1) bei den Olympischen Spielen 2016 in Rio de Janeiro wurde am 8. und 11. August 2016 im Deodoro Olympic Whitewater Stadium ausgetragen. 21 Athleten aus 21 Nationen nahmen an dem Wettkampf teil.
Zunächst wurde dabei ein Vorlauf ausgetragen, bei dem alle Kanutinnen zwei Versuche hatten und der schnellere der beiden Durchgänge gewertet wurde. Die Athletinnen auf den Positionen 1–15 rückten ins Halbfinale vor, die übrigen Teilnehmerinnen schieden aus. Im Halbfinale wurde nur ein Lauf ausgetragen, die besten Zehn rückten ins Finale vor. Auch im Finale wurde die Olympiasiegerin in nur einen Lauf ermittelt.

## Titelträger
| Olympiasiegerin | Émilie Fer        | London 2012 |
| Weltmeisterin   | Kateřina Kudějová | London 2015 |

## Zeitplan
- Vorlauf: 8. August 2016
- Halbfinale: 11. August 2016
- Finale: 11. August 2016

## Vorlauf
Anmerkung: Die Strafe, also die Strafsekunden, sind bereits in der Zeit mit einberechnet.
| Platz | Kanutin             | Nation             | Lauf 1   | Lauf 1 | Lauf 1 | Lauf 2   | Lauf 2 | Lauf 2 | Gesamt   |
| Platz | Kanutin             | Nation             | Zeit     | Strafe | Rang   | Zeit     | Strafe | Rang   | Defizit  |
| ----- | ------------------- | ------------------ | -------- | ------ | ------ | -------- | ------ | ------ | -------- |
| 1     | Stefanie Horn       | Italien            | 106,90 s | 4      | 7      | 99,07 s  | 0      | 1      |          |
| 2     | Jessica Fox         | Australien         | 107,88 s | 2      | 8      | 99,51 s  | 2      | 2      | +0,44 s  |
| 3     | Fiona Pennie        | Großbritannien     | 100,52 s | 2      | 1      | DNS      | DNS    | DNS    | +1,45 s  |
| 4     | Luuka Jones         | Neuseeland         | 100,59 s | 0      | 2      | 101,96 s | 2      | 3      | +1,52 s  |
| 5     | Kateřina Kudějová   | Tschechien         | 102,06 s | 2      | 3      | 106,10 s | 8      | 8      | +2,99 s  |
| 6     | Jana Dukátová       | Slowakei           | 102,25 s | 2      | 4      | 105,87 s | 0      | 7      | +3,18 s  |
| 7     | Urša Kragelj        | Slowenien          | 106,86 s | 2      | 6      | 102,79 s | 0      | 4      | +3,72 s  |
| 8     | Marta Charitonowa   | Russland           | 111,01 s | 2      | 13     | 104,72 s | 0      | 5      | +5,65 s  |
| 9     | Ashley Nee          | Vereinigte Staaten | 113,15 s | 4      | 14     | 105,60 s | 0      | 6      | +6,53 s  |
| 10    | Natalia Pacierpnik  | Polen              | 106,38 s | 2      | 5      | 167,18 s | 50     | 19     | +7,31 s  |
| 11    | Maialen Chourraut   | Spanien            | 155,43 s | 52     | 21     | 106,47 s | 4      | 9      | +7,40 s  |
| 12    | Corinna Kuhnle      | Österreich         | 109,63 s | 0      | 9      | 107,02 s | 0      | 10     | +7,95 s  |
| 13    | Li Lu               | China              | 119,63 s | 0      | 16     | 107,29 s | 4      | 11     | +8,22 s  |
| 14    | Melanie Pfeifer     | Deutschland        | 115,60 s | 2      | 15     | 107,30 s | 2      | 12     | +8,23 s  |
| 15    | Wiktorija Us        | Ukraine            | 109,77 s | 0      | 10     | 109,92 s | 2      | 13     | +10,70 s |
| 16    | Marie-Zélia Lafont  | Frankreich         | 110,52 s | 6      | 11     | 118,67 s | 2      | 14     | +11,45 s |
| 17    | Ana Sátila          | Brasilien          | 110,80 s | 2      | 12     | 149,12 s | 50     | 17     | +11,73 s |
| 18    | Ella Nicholas       | Cookinseln         | 119,69 s | 2      | 17     | 316,72 s | 202    | 20     | +20,62 s |
| 19    | Yekaterina Smirnova | Kasachstan         | 127,64 s | 2      | 19     | 119,80 s | 4      | 15     | +20,73 s |
| 20    | Aki Yazawa          | Japan              | 120,17 s | 4      | 18     | 128,00 s | 6      | 16     | +21,10 s |
| 21    | Hind Jamili         | Marokko            | 153,00 s | 12     | 20     | 149,87 s | 8      | 18     | +50,80 s |

## Halbfinale
Anmerkung: Die Strafe, also die Strafsekunden, sind bereits in der Zeit mit einberechnet.
| Platz | Kanutin            | Nation             | Zeit     | Strafe | Defizit  |
| ----- | ------------------ | ------------------ | -------- | ------ | -------- |
| 1     | Corinna Kuhnle     | Österreich         | 101,54 s | 0      |          |
| 2     | Fiona Pennie       | Großbritannien     | 101,81 s | 0      | +0,27 s  |
| 3     | Maialen Chourraut  | Spanien            | 101,83 s | 0      | +0,29 s  |
| 4     | Kateřina Kudějová  | Tschechien         | 103,78 s | 0      | +2,24 s  |
| 5     | Jessica Fox        | Australien         | 104,50 s | 0      | +2,96 s  |
| 6     | Jana Dukátová      | Slowakei           | 106,59 s | 2      | +5,05 s  |
| 7     | Luuka Jones        | Neuseeland         | 108,05 s | 2      | +6,51 s  |
| 8     | Stefanie Horn      | Italien            | 108,30 s | 0      | +6,76 s  |
| 9     | Urša Kragelj       | Slowenien          | 108,37 s | 2      | +6,83 s  |
| 10    | Melanie Pfeifer    | Deutschland        | 108,58 s | 0      | +7,04 s  |
| 11    | Natalia Pacierpnik | Polen              | 109,63 s | 2      | +8,09 s  |
| 12    | Wiktorija Us       | Ukraine            | 111,12 s | 2      | +9,58 s  |
| 13    | Li Lu              | China              | 111,24 s | 2      | +9,70 s  |
| 14    | Ashley Nee         | Vereinigte Staaten | 116,59 s | 4      | +15,05 s |
| 15    | Marta Charitonowa  | Russland           | 160,39 s | 52     | +58,85 s |

## Finale
Anmerkung: Die Strafe, also die Strafsekunden, sind bereits in der Zeit mit einberechnet.
| Platz | Kanutin           | Nation         | Zeit     | Strafe | Defizit  |
| ----- | ----------------- | -------------- | -------- | ------ | -------- |
| 1     | Maialen Chourraut | Spanien        | 98,65 s  | 0      |          |
| 2     | Luuka Jones       | Neuseeland     | 101,82 s | 0      | +3,17 s  |
| 3     | Jessica Fox       | Australien     | 102,49 s | 2      | +3,84 s  |
| 4     | Jana Dukátová     | Slowakei       | 103,86 s | 2      | +5,21 s  |
| 5     | Corinna Kuhnle    | Österreich     | 104,75 s | 4      | +6,10 s  |
| 6     | Fiona Pennie      | Großbritannien | 105,70 s | 4      | +7,05 s  |
| 7     | Melanie Pfeifer   | Deutschland    | 106,89 s | 2      | +8,24 s  |
| 8     | Stefanie Horn     | Italien        | 107,22 s | 2      | +8,57 s  |
| 9     | Urša Kragelj      | Slowenien      | 108,68 s | 2      | +10,03 s |
| 10    | Kateřina Kudějová | Tschechien     | 108,76 s | 2      | +10,11 s |